# Dry deck shelter

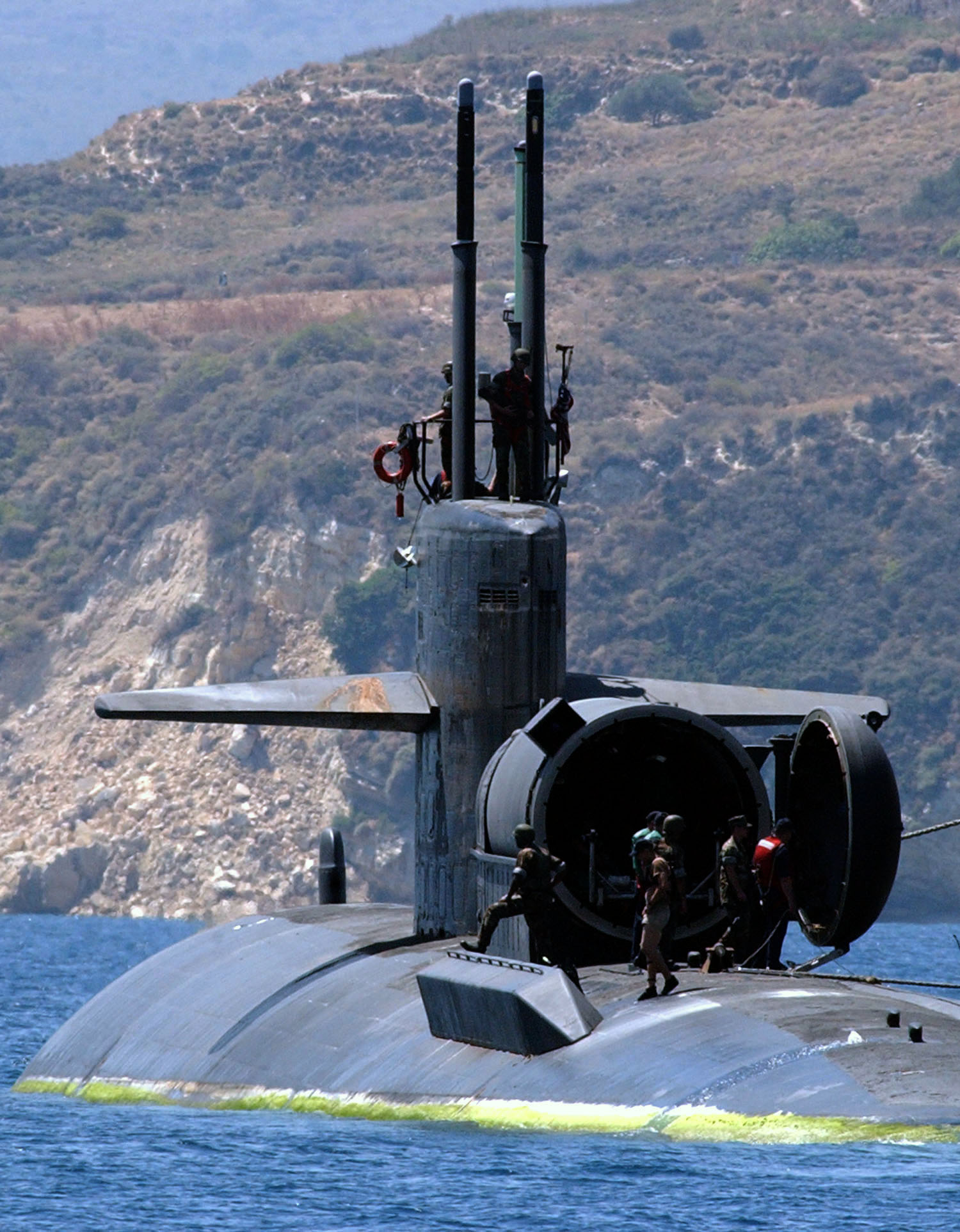
Lo USS Dallas (SSN-700) mentre lascia il porto della baia di Suda nel 2004. Si nota il dry deck shelter agganciato su di esso.

Un dry deck shelter (DDS) è un modulo removibile che può essere agganciato a un sottomarino al fine di facilitare l'uscita e l'entrata di sommozzatori durante le fasi di immersione del natante. Il sottomarino deve essere appositamente predisposto all'installazione di un dry deck shelter, dato che essa richiede la configurazione di un apposito portello di accoppiamento, nonché la realizzazione di connessioni elettriche appropriate e di un sistema di drenaggio dell'acqua e di ventilazione per la fornitura di aria ai sommozzatori .
Il DDS può essere utilizzato non solo per far sbarcare unità di sommozzatori della marina militare, ma anche piccoli veicoli sommergibili, quali il SEAL Delivery Vehicle, o speciali gommoni quali il Combat Rubber Raiding Craft (CRRC).

## Sottomarini in attività e futuri dotati di DDS

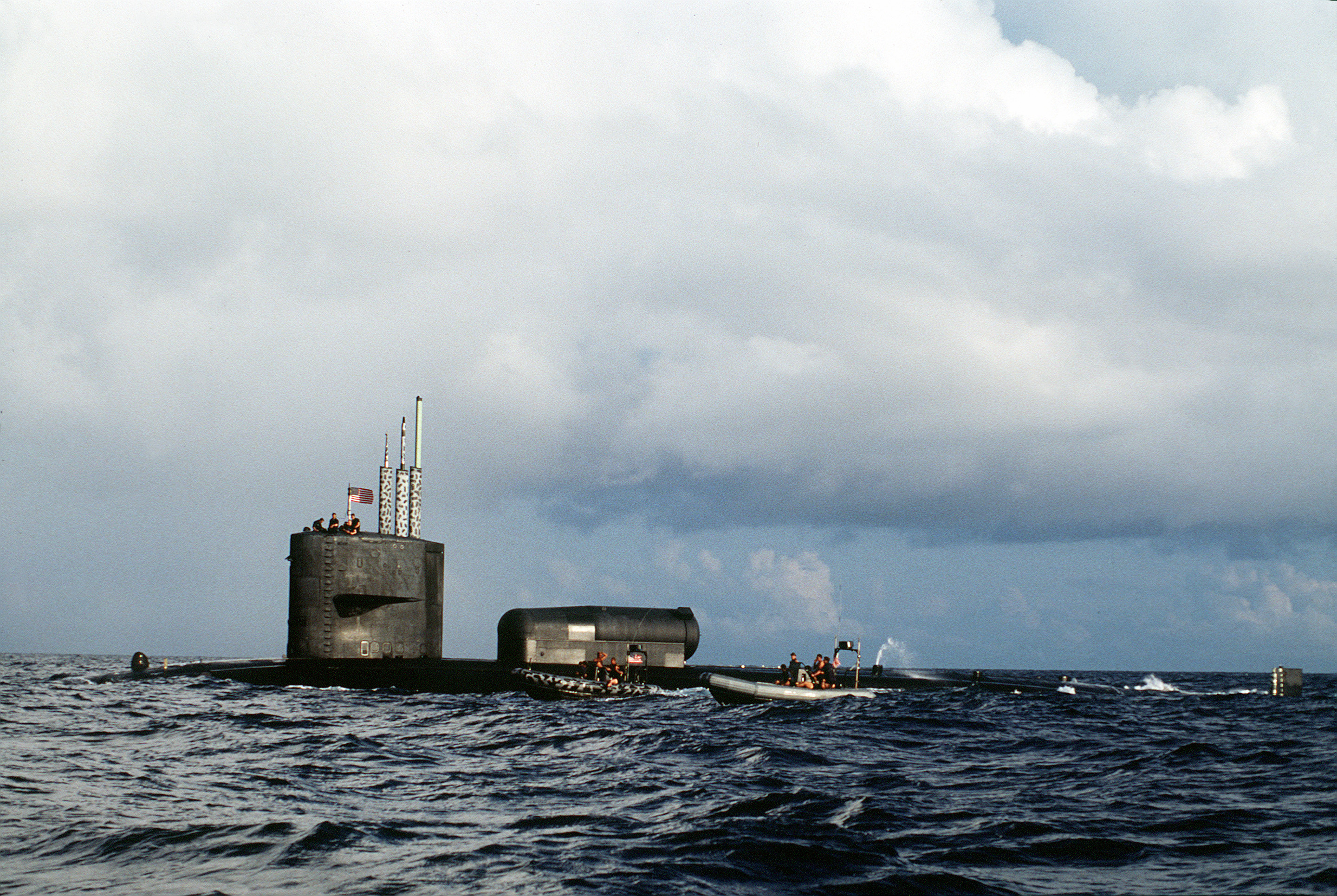
Una coppia di RHIB mentre opera lungo lo USS Archerfish (SSN-678) durante un'esercitazione nel 1993. Sul ponte dellArcherfish è possibile notare un dry deck shelter.

### Marina militare britannica
Sottomarini della classe Astute:

- HMS Astute (S119)
- HMS Ambush (S120)
- HMS Artful (S121)
- HMS Audacious (S122)
- HMS Anson (S123)
- HMS Agamennon (S124)
- HMS Ajax (S125)

### Marina militare statunitense
I DDS della marina militare statunitense sono larghi 12 m, alti 2,7 m e larghi altrettanto, e aggiungono un peso di circa 30 tonnellate alla stazza del sottomarino che li ospita. Essi vengono solitamente trasportati grazie a camion o ad aeroplani C-5 Galaxy e la loro installazione necessita da uno a tre giorni di lavoro. I dry deck shelter sono formati tra sezioni di acciaio HY-80 rivestite da una carena in vetroresina (VTR); queste sono una camera iperbarica sferica, posta all'estremità anteriore, per soccorrere sommozzatori feriti, un piccolo locale sferico di passaggio e un hangar cilindrico dalle entrate ellittiche. L'hangar può ospitare un piccolo sommergibile come il SEAL Delivery Vehicle (SDV), sei appartenenti ai Navy SEAL per guidare l'SDV (che fanno parte del Naval Special Warfare Group 3) e un gruppo di sommozzatori della marina per attivare il DDS e lanciare l'SDV, o, in alternativa, venti membri dei Navy SEAL con quattro gommoni di tipo Combat Rubber Raiding Craft (CRRC). La squadra necessaria al lancio dell'SDV è formata da due ufficiali, due tecnici e diciotto sommozzatori.
Attualmente la marina militare statunitense dispone di sei dry deck shelter, il primo dei quali è stato costruito dalla Electric Boat nel 1982 e chiamato DDS-01S (dove la "S" sta per "starboard opening outer door", letteralmente "apertura estena di tribordo"), mentre gli altri cinque, DDS-02P (dove la "P" sta per "port opening", ossia "porta anteriore"), -03P, -04S, -05S e -06P, sono stati costruiti tra il 1987 e il 1991 dalla Newport News Shipbuilding. Tutti i moduli sono poi sotto la manutenzione degli stessi sommozzatori della marina e di compagnie private, come la Oceaneering International, e si ritiene abbiano una vita utile di circa 40 anni.
Il primo sottomarino dotato di un DDS funzionante è stato lo USS Cavalla (SSN-684), modificato nel 1982 per l'alloggiamento di un DDS che vi è stato installato per la prima volta nel 1983.
Sottomarini della classe Virginia:

- USS Virginia (SSN-774)
- USS Texas (SSN-775)
- USS Hawaii (SSN-776)
- USS North Carolina (SSN-777)
- USS New Hampshire (SSN-778)
- USS New Mexico (SSN-779)
- USS Missouri (SSN-780)
- USS California  (SSN-781)
- USS Mississippi (SSN-782)
- USS Minnesota (SSN-783)

Nota: è prevista la realizzazione di un totale di trenta sottomarini della classe Virginia.
Sottomarini della classe Los Angeles:
- USS Dallas (SSN-700)
- USS La Jolla (SSN-701)
- USS Buffalo (SSN-715)

Sottomarini della classe Seawolf:
- USS Jimmy Carter (SSN-23)

Sottomarini della classe Ohio:
- USS Ohio (SSGN-726)
- USS Michigan (SSGN-727)
- USS Florida (SSGN-728)
- USS Georgia (SSGN-729)

Nota: I sottomarini della classe Ohio sono in grado di ospitare due DDS.

## Sottomarini non più in attività dotati di DDS
I sottomarini non più in attività capaci di alloggiare un dry deck shelter includono:
Sottomarini della classe Ethan Allen:
- USS John Marshall (SSN-611)
- USS Sam Houston (SSN-609)

Sottomarini della classe Sturgeon:
- USS Archerfish (SSN-678)
- USS Silversides (SSN-679)
- USS William H. Bates (SSN-680)
- USS Tunny (SSN-682)
- USS Cavalla (SSN-684)
- USS L. Mendel Rivers (SSN-686)[2]

Sottomarini della classe Benjamin Franklin:
- USS Kamehameha (SSBN-642)
- USS James K. Polk (SSBN-645)

Nota: I sottomarini della classe Benjamin Franklin erano in grado di ospitare due DDS.
Anche cinque sottomarini della classe Permit erano stati predisposti per alloggiare un DDS.